# Francis Napier
Pour les articles homonymes, voir Napier.
Francis Napier, 1er baron Ettrick, né le 15 septembre 1819 et mort le 19 décembre 1898, est un diplomate et administrateur colonial écossais.

## Biographie
Francis Napier est né le 15 septembre 1819 au château de Thirlestane dans le Selkirkshire. Il est le fils aîné de William Napier, militaire et diplomate et de son épouse, Elizabeth Cochrane-Johnstone. Son père étant mort en 1834, il devient le 10e lord Napier de Merchistoun. En 1835, il rejoint Trinity College. Il abandonne ses études mais acquiert toutefois de solides connaissances dans plusieurs langues étrangères grâce au révérend Walter Patterson. Il participe à plusieurs missions à l'étranger.
Il est ministre plénipotentiaire aux États-Unis entre 1857 et 1859, puis aux Pays-Bas de 1859 à 1860. Il est nommé conseiller privé de la reine et obtient le poste d'ambassadeur en Russie en 1861. La reine le fait chevalier de l'ordre du Chardon en 1864 et l'envoie comme ambassadeur en Prusse. Il conserve cette place jusqu'à ce qu'il soit nommé gouverneur de Madras en 1866. Il assure l'intérim de la charge de gouverneur général des Indes à la suite de l'assassinat de lord Mayo en 1872.
Il est créé baron Ettrick dans la pairie du Royaume-Uni, en reconnaissance de ses services en Inde. Il décède le 19 décembre 1898 à Florence à l'âge de 79 ans.

## Mariage et descendance
Le 2 septembre 1845, il épouse Anne Jane Charlotte (1824-1911), ils ont quatre fils :
- William (1846-1913) ;
- John Scott (1848-1928) ;
- Basil (1850-1874) ;
- Mark Francis (1852-1919).

## Hommages
- Musée Napier à Trivandrum
- Pont Napier à Madras
- Parc Napier à Madras